# Лукойл-Болгарія
42°41′59″ пн. ш. 23°18′48″ сх. д. / 42.69965° пн. ш. 23.313364° сх. д.
Лукойл Нафтохім Бургас (англ. LUKOIL Neftochim Burgas, Lukoil Bulgaria) — компанія, розташована в Бургасі, дочірня компанія російської Лукойл. Є найбільшим нафтопереробним заводом на Балканах і найбільшим промисловим підприємством Болгарії.
Власник — російська компанія Лукойл, що завод має найбільший внесок серед приватних підприємств у ВВП країни та державний бюджет.
Це провідний виробник та постачальник рідкого палива, нафтохімії та полімерів для Болгарії та регіону, а також одна з провідних компаній у своїй галузі у Європі.